# Качи-Кальон
Качи-Кальон — крымский средневековый пещерный монастырь, расположенный в долине реки Качи. Находится в скалах Внутренней горной гряды над дорогой Бахчисарай — Синапное, между сёлами Предущельным и Баштановкой Бахчисарайского района Крыма. Период существования приходится на VI—XVIII века, вплоть до выселения христиан Крыма в Приазовье в 1778 году. Объект входит в Бахчисарайский историко-культурный заповедник, В Российской Федерации, контролирующей спорную территорию Крыма, является  объектом культурного наследия федерального значения;. Полное название объекта охраны  - Ландшафтно-рекреационный парк регионального значения Республики Крым "Бахчисарай", пещерный монастырь "Качи-Кальон", VIII - конец XIX века.

## История

#### Основание обители в провинции Византии

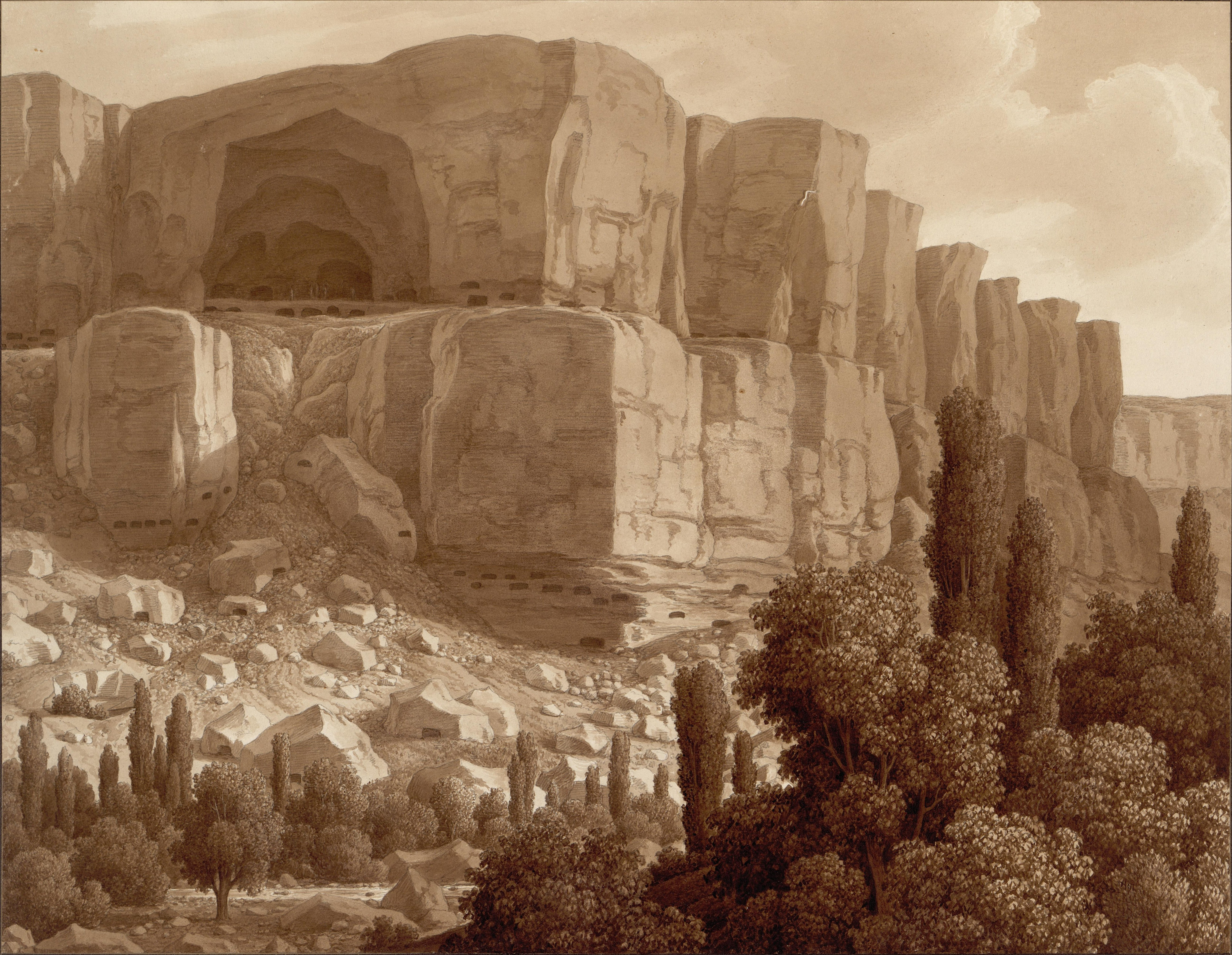
Качи Кальон, Карл фон Кюгельген, 1824

Образование пещерного монастыря в Качи-Кальоне не имеет точной датировки. Предполагается, что это произошло в VIII веке. Сохранились высеченные греческие кресты в пещерах монастыря, характерные для этого периода. Св. Иоанн Готфский в переписке со св. Стефаном Сурожским  уже упоминает эту обитель. Во время иконоборчества монахи эмигрируют из центра империи в Таврику, основывая здесь пещерные обители. Почитание святой великомученицы Анастасии Узорешительницы в период VI-VIII веков из Константинополя распространяется на греческие острова, юг Италии, в Сицилию и на Кипр, в Сардинию и на Ближний Восток, появляются монастыри во имя этой святой. Не сохранилось письменных источников о жизни монастыря в этот период, однако известно, что монастырь принял устав св. Феодора Студита (826), поборника иконопочитания.
Что до истории ближайших поселений и их топонимики, то по выводам историка Веймарна, скифо-сарматское поселение на месте Баштановки существовало уже в V веке. На мысе Бурун-Кая, к юго-западу от села, имеются остатки построек, датируемые X—XI веками, основным видом деятельности упоминается виноделие, сохранились вырезанные в камне цистерны и давильни. Первое упоминание деревни — в джизйе дефтера Лива-и Кефе (османской налоговой ведомости) 1652 года, как Качи Калйан, где перечислены крымские греки — подданные султана и указано, что деревня находится на земле Крымского ханства (в XV-XVIII веках тут проходила граница: к юго-востоку располагался кадылык Османской империи, к северо-западу владения Крымского ханства).

#### Во времена Крымского ханства

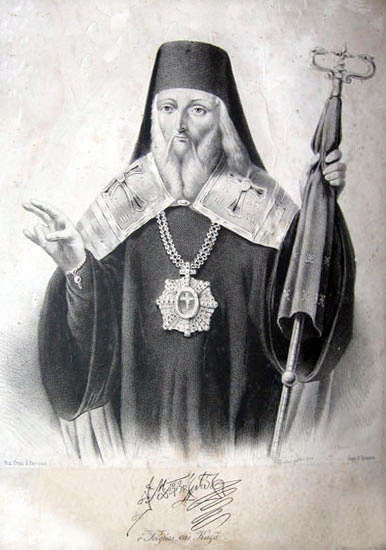
Митрополит Готии и Кафы Игнатий (1715-1786)

Обитель действовала во времена Крымского ханства, где имелся определённый уровень веротерпимости. Монастырь был почитаем русскими царями. По жалованной грамоте царя Бориса Годунова 1598 года церкви св. Анастасии выдавалась милостыня. Царь Михаил Фёдорович также оказывал денежную поддержку монастырю. Неясно, являлась ли киновия святой Анастасии отдельным образованием или подчинялась Успенскому пещерному монастырю, который находится в непосредственной близости и где в XVIII находилась резиденция митрополита Готского. К концу XVIII века киновия приходит в упадок, монастырские постройки обветшали, в скиту остался единственный пустынник. Имеется церковное предание на его счёт, не лишенное фактических оснований.
В 1774 году по результатам русско-турецкой войны Крымское ханство был объявлено независимым от Порты и получило право избирать себе ханов. Под давлением России после обращения церковных иерархов к Екатерине II должен был быть осуществлён вывод христиан Крыма (греков, армян, итальянцев) в Приазовье, что подрывало экономику ханства. Духовным и гражданским главой православной конфессии в Крыму  в этот период был митрополит Игнатий, возглавлявший Крымскую Гото-Кафскую епархию. Он происходил из древнего итальянского рода Гозадино. В детстве был отвезён на Афон для воспитания, вступил в монашество, прошёл все степени духовной иерархии до сана епископа. В Константинополе он вошёл в Вселенский патриарший синклит и удостоен сана архиепископа с назначением на Крымскую кафедру. Он и выступил инициатором вывода христиан. Узнав об этом, татарская знать, которая теряла источники дохода, стала преследовать митрополита Игнатия с целью убить. Владыка нашёл себе укрытие именно в урочище Качи-Кальон, где его полтора месяца прятал грек-отшельник. 
Выход христиан проходил в том числе через Качинскую долину. Они забрали чудотворную икону святой Анастасии Узорешительницы. Монастырь опустел, постепенно приходила в упадок церковь и другие монастырские постройки.

#### В Российской империи

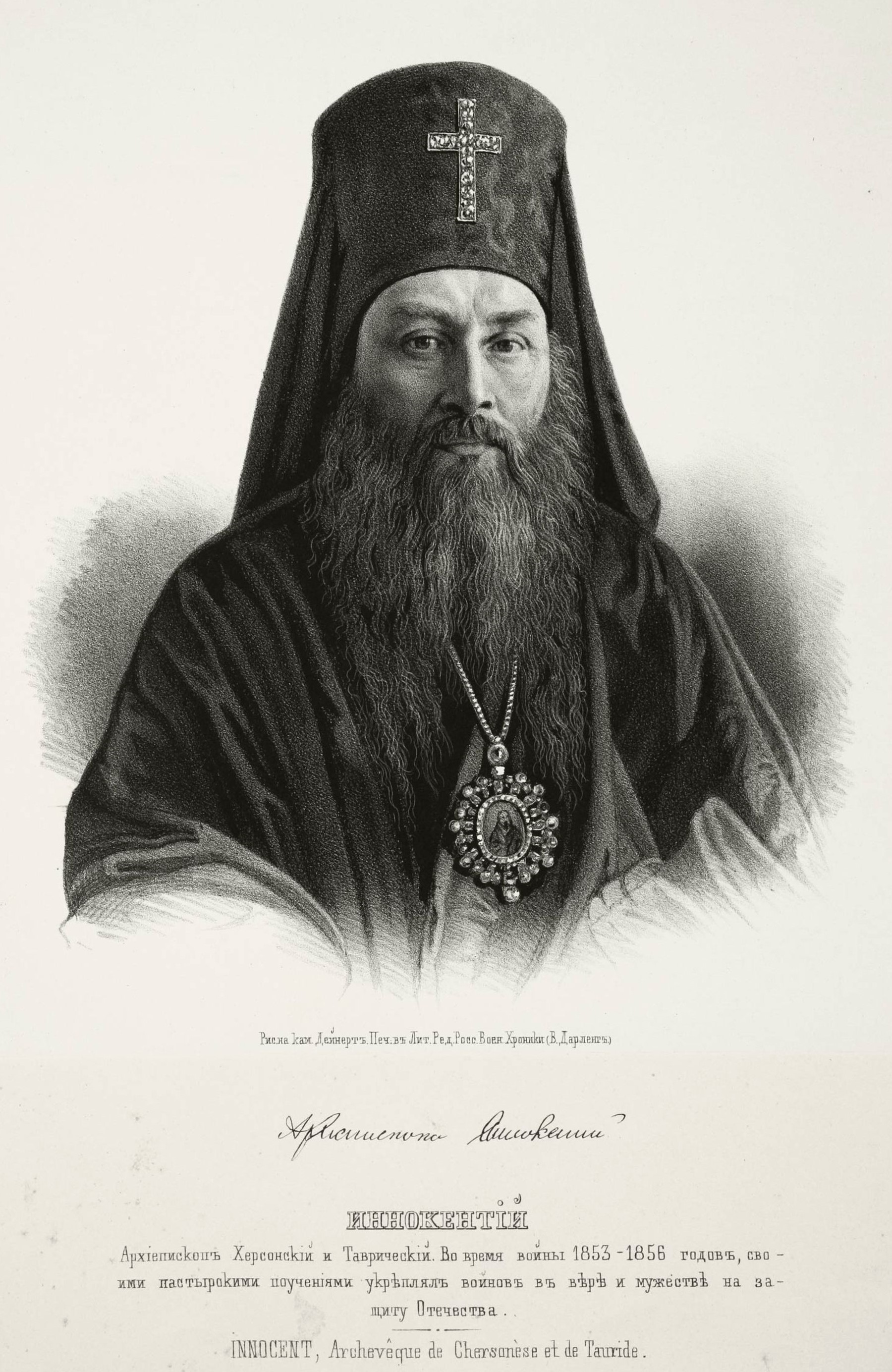
Архиепископ Иннокентий

Возрождение скита произошло в XIX веке, благодаря трудам святителя Иннокентия (Борисова). Осенью 1849 года он после обращения протоиерея Михаила Родионова подал в Святейший Синод «Записку о восстановлении древних святых мест по горам Крымским», где предлагает скитский вид монашества, как на самый целесообразный для Крыма, принятый на горе Афон и хорошо знакомый в России. Император Николай I собственноручно утвердил «Записку…», в 1850 году скит был возрождён. Он подчинялся Успенскому пещерному монастырю. 13 августа 1850 года архиепископ Иннокентий посетил Качи-Кальон, источник и освятил в церкви святой Анастасии второй предел во имя Страстной иконы Божией Матери.
Страстная икона Божией Матери, на которой изображены Ангелы с орудиями Крестных страданий Спасителя по обеим сторонам лика Богородицы символизирует Страстную неделю перед Воскресением Христовым. Икона была принесена в Москву в 1641 году по воле первого царя из дома Романовых.  У Тверских ворот Белого города была встречена царём, его сыном, патриархом и Священным собором при большом стечении народа. Икона, по преданию, остановилась перед воротами. Михаил Фёдорович повелел возвести на «месте сем» Страстной собор. Он был построен в 1646 году Алексеем Михайловичем. В 1654 году был основал девичий Страстной монастырь при соборе.
Московские богомольцы из этой общины периодически совершали паломничества в Анастасиевскую обитель. В 1888 году на их средства, при участии монахинь того же монастыря была возобновлена вторая древняя церковь, высеченная в гигантском отдельном камне, отвалившемся от скалы. Освящена во имя мучениц Софии и её дочерей — Веры, Надежды и Любови. Размеры храма не более 4 м на 2,5 м. Он сохранился до наших дней, находится на горе в 350 метрах от Анастасиевской церкви, ныне разрушенной. Ориентирован пещерный храм на юго-восток и имеет два входа. Над одним из них были высечены желобки для отвода дождевой воды, а в нише над входом – равноконечный крест. В южной и северной стенах устроены ниши для икон. Стены обработаны косыми ударами кирки и оштукатурены. Были высечены скамьи для прихожан, а в полу южной части храма находилось захоронение, закрытое каменными плитами. Вокруг храма сохранились древние захоронения, костницы.
В Престольный праздник 30 сентября, богомольцы располагались под открытым небом вокруг пещерной церкви. К началу XX века Анастасиевская обитель была известна как крымским христианам, так и паломникам.

#### Закрытие обители во время СССР
Волна гонений на христиан после прихода к власти в России большевиков затронула и Анастасиевскую обитель. 20 июня 1932 года протоколом заседания №9 Постоянной комиссии при Президиуме ЦИК КрАССР по вопросам культа постановили: «Монастырское подворье и церковь ликвидировать, ввиду требования трудящихся окружающих деревень, а подворье и церковь передать хутору № 2 совхоза «Коминтерн» под культурные нужды». Монастырское подворье в д. Пычки было ликвидировано. Церковное имущество конфисковано, а судьба выселенных монахов неизвестна. Позднее здание церкви и кельи были взорваны и разобраны практически до основания, якобы для строительства дороги.

## Достопримечательности
Пещеры Качи-Кальона интересны и разнообразны. Наиболее примечательны следующие:
- Первый грот — церковь святой Софии и винодельческий комплекс с винодавильней.
- Второй грот и монашеское «общежитие».
- Третий грот.
- Четвертый грот — монастырь Св. Анастасии.
- Пятый грот — полуразрушенный.

Одной из главных достопримечательностей монастыря является горный источник; к началу 21 века он почти иссяк.

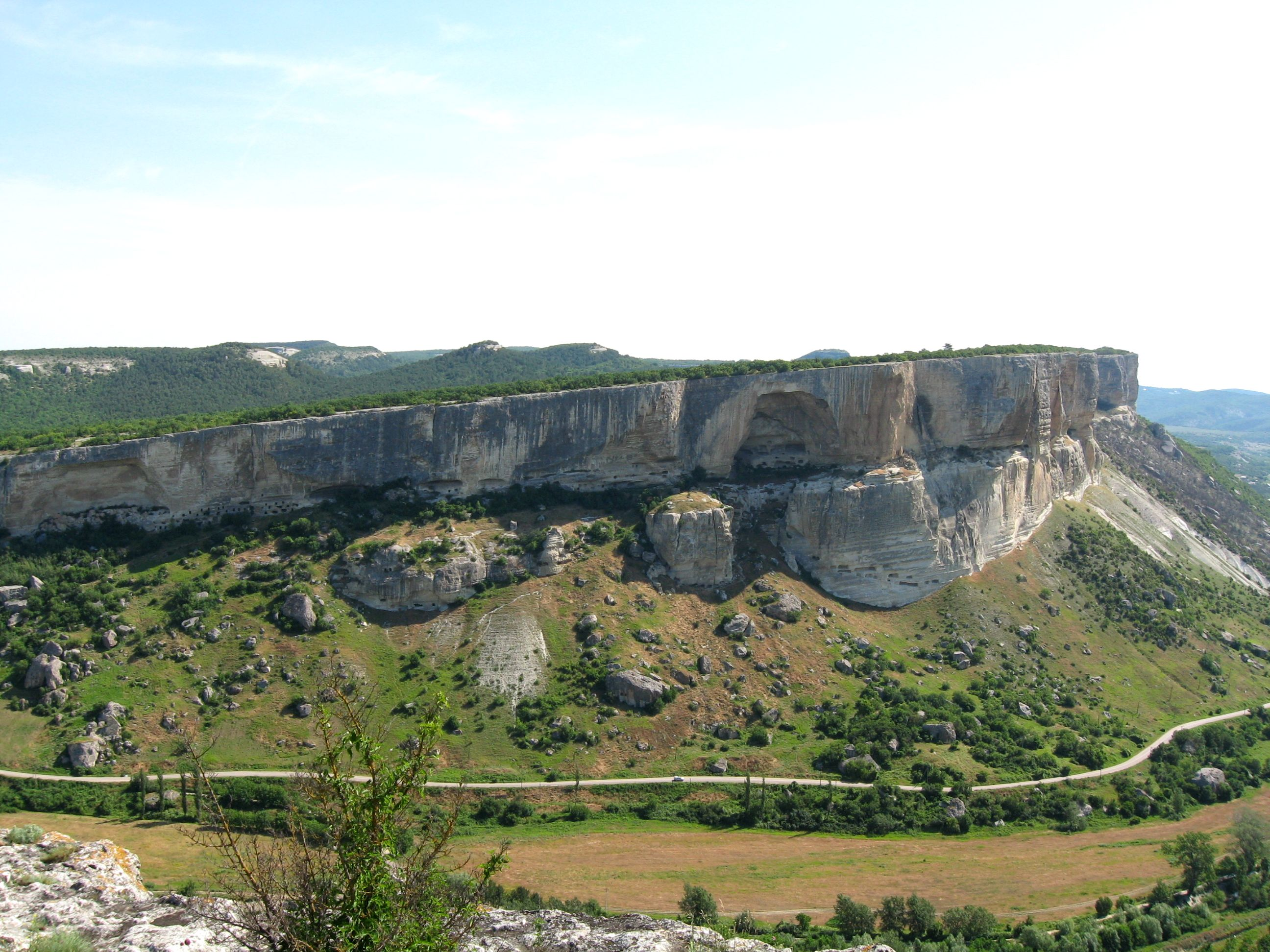
Общий вид памятника с противоположного склона долины
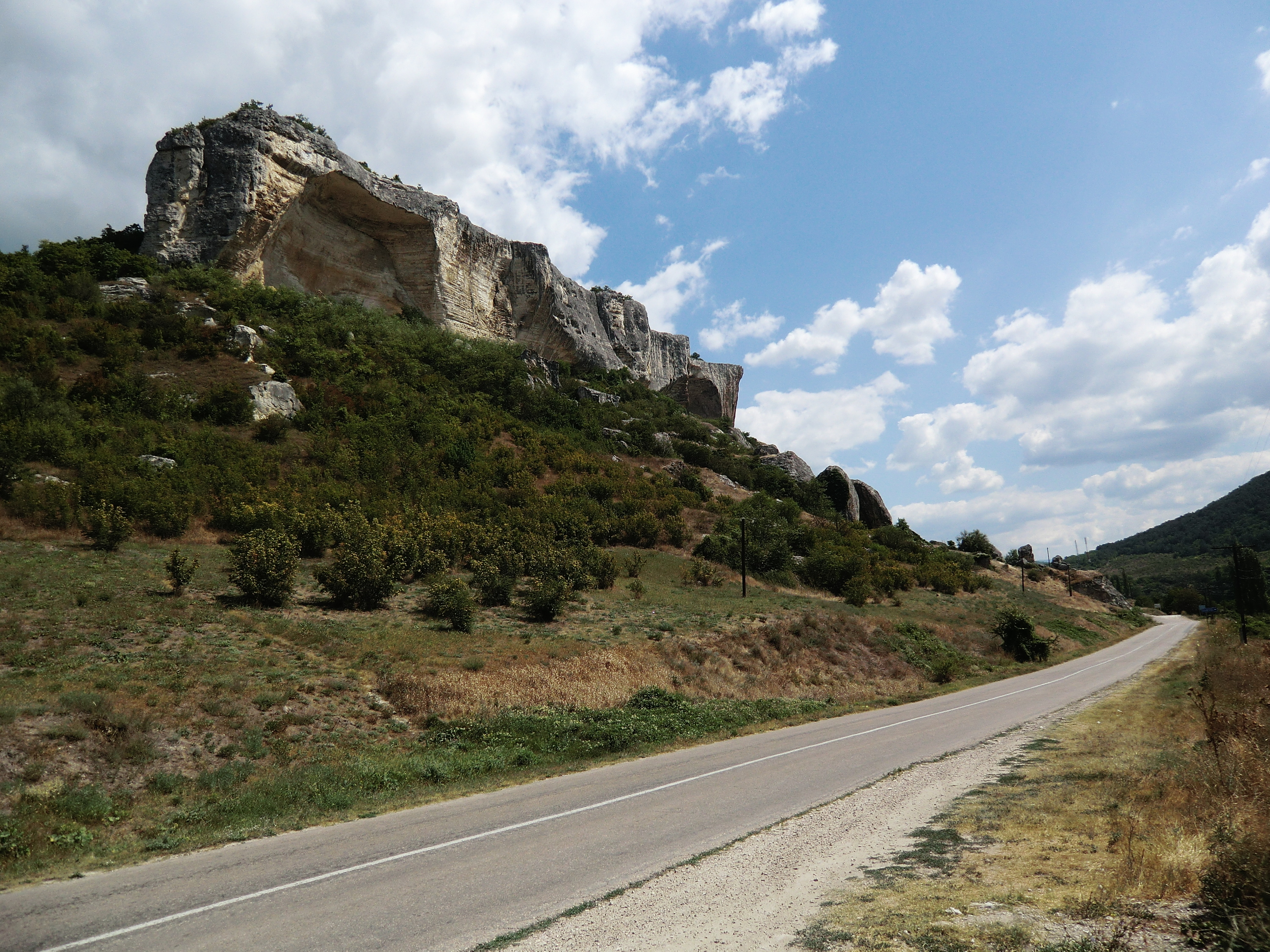
Окрестности Качи-Кальона
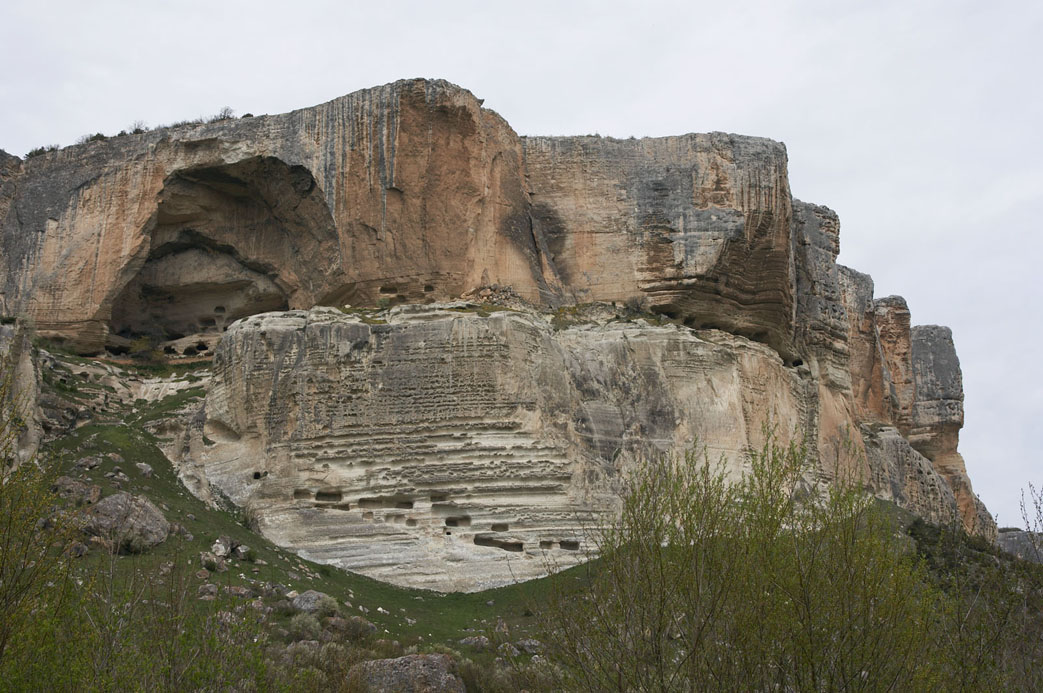
Стены Качи-Кальона
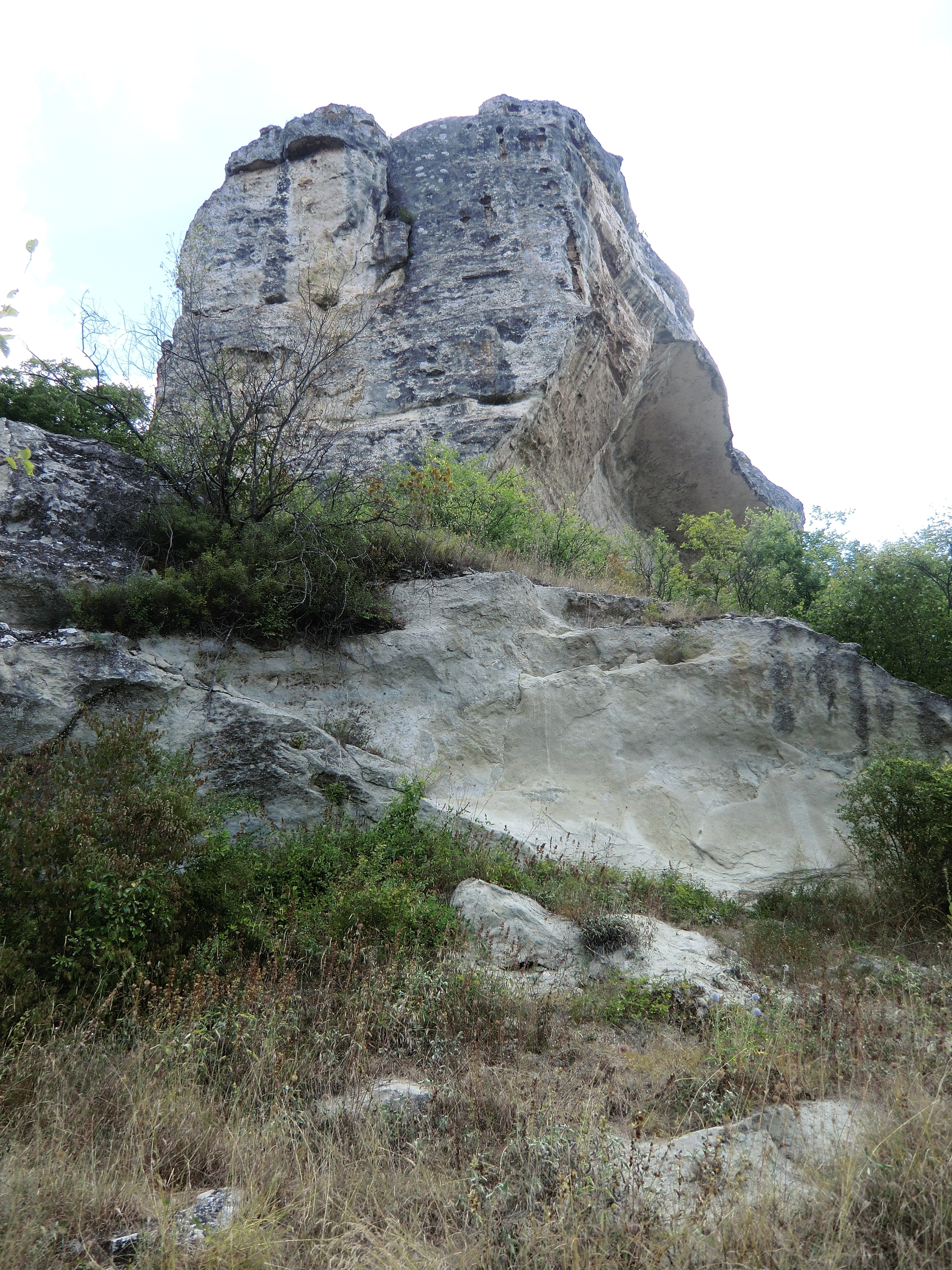
Природный крест на скале
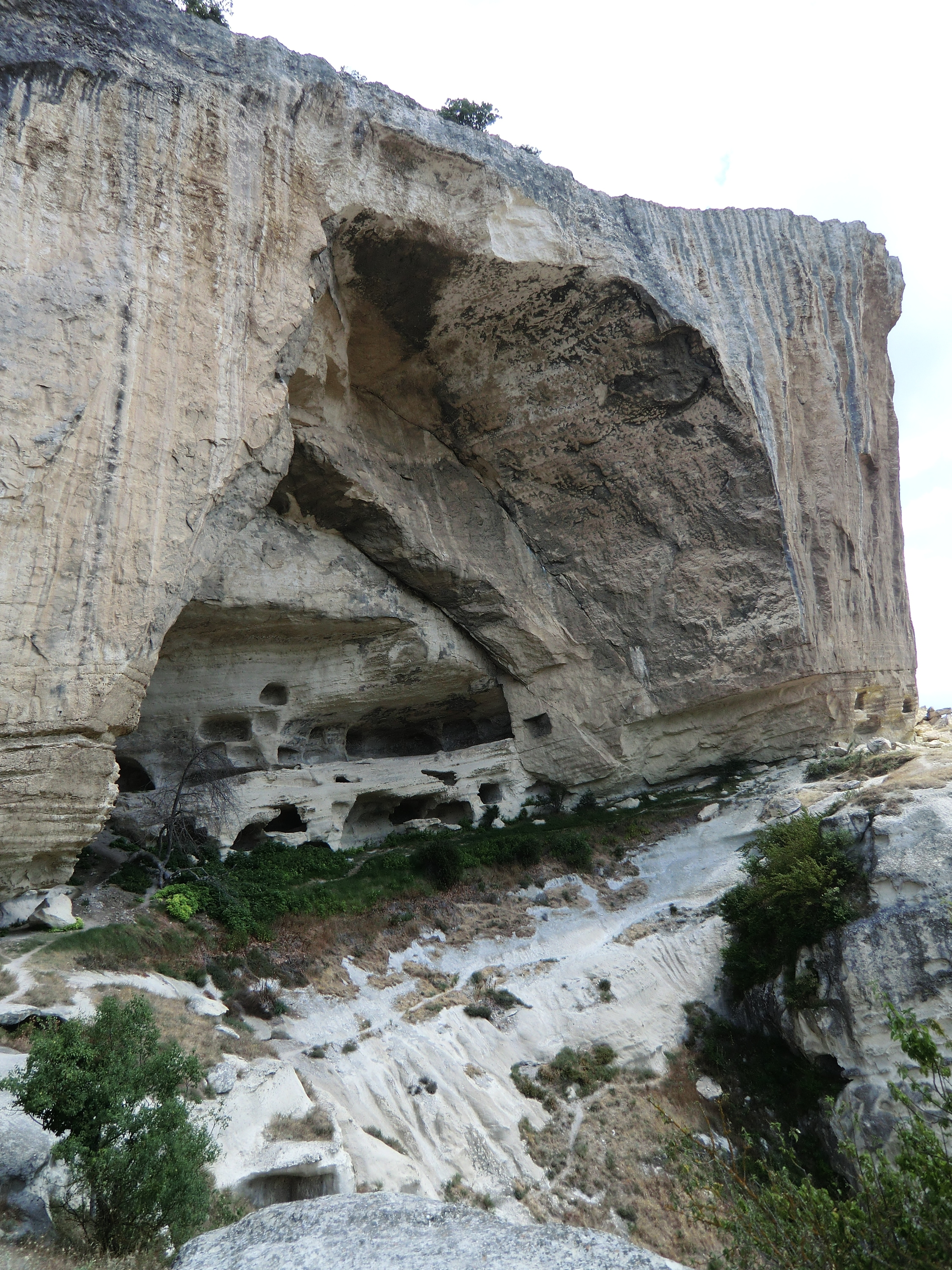
Четвертый грот